# 利纳尔-马尔瓦勒
利纳尔-马尔瓦勒（法語：Linard-Malval，法語發音：[linaʁ malval]）是法国克勒兹省的一个市镇，属于盖雷区。该市镇于2019年由原市镇利纳尔和马尔瓦勒合并而成，行政中心位于利纳尔。

## 地理
利纳尔-马尔瓦勒（46°21'11.24"N, 1°52'57.44"E）面积16.63 平方千米，位于法国新阿基坦大区克勒兹省，该省份为法国中部省份，位于法國中央高原西北部，北起安德尔省和谢尔省，西接维埃纳省，南至科雷兹省，东临多姆山省，东北与阿列省接壤。
与利纳尔-马尔瓦勒接壤的市镇（或旧市镇、城区）包括：卢杜埃圣皮埃尔、谢尼耶、博纳、穆捷马尔卡、莫尔特鲁。
利纳尔-马尔瓦勒的时区为UTC+01:00、UTC+02:00（夏令时）。

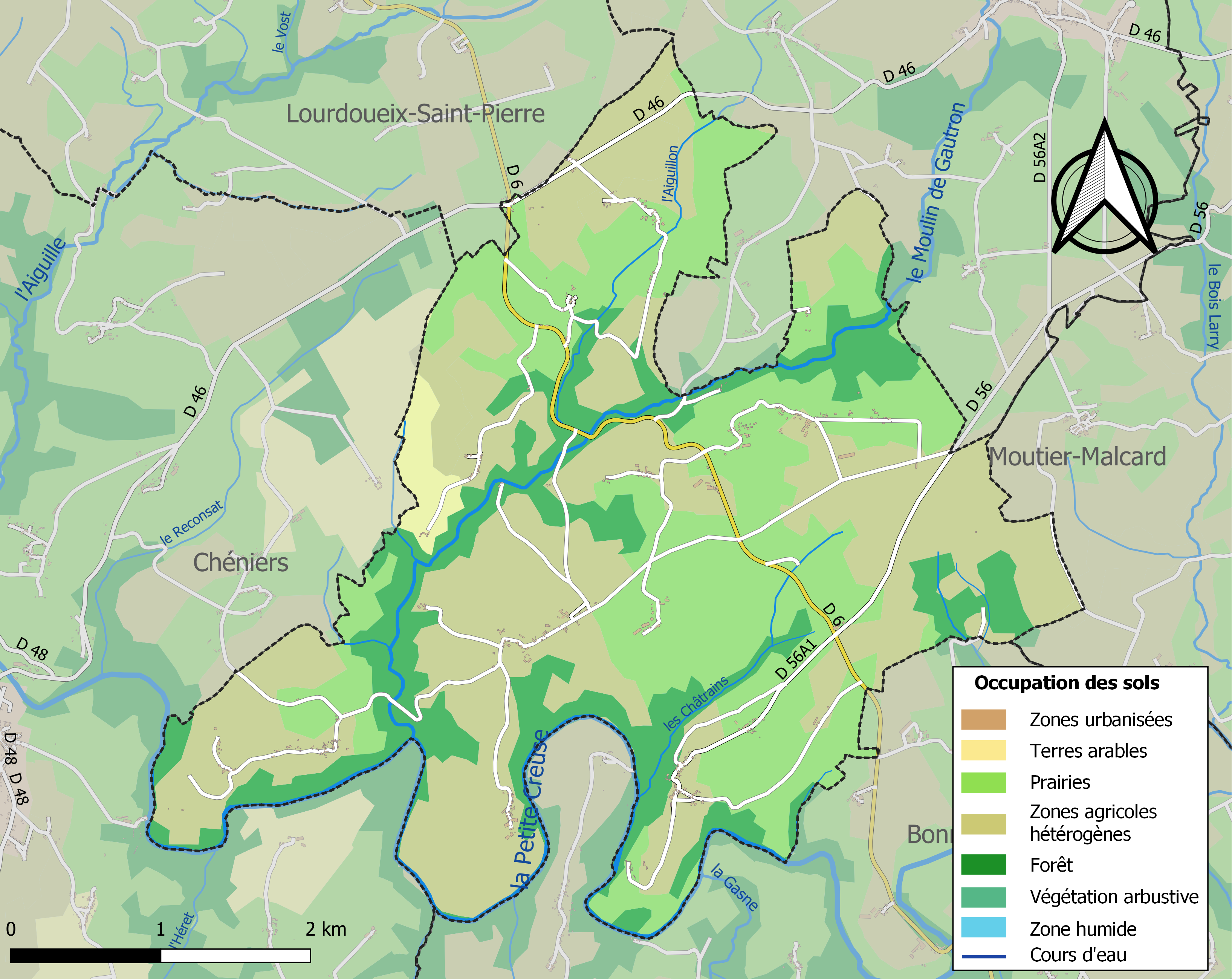
利纳尔-马尔瓦勒的OSM定位图

## 行政
利纳尔-马尔瓦勒的邮政编码为23220，INSEE市镇编码为23109。

## 政治
利纳尔-马尔瓦勒所属的省级选区为博纳县。

## 人口
利纳尔-马尔瓦勒于2022年1月1日时的人口数量为207人。